# Raymond de Bourgogne
Pour les articles homonymes, voir Raymond.
Raymond de Bourgogne, né vers 1070 à Besançon et mort le 24 mai 1107 à Grajal de Campos, est comte de Galice en Espagne.

## Biographie
Fils du comte Guillaume Ier de Bourgogne et d'Étiennette, Raymond est le frère des comtes Renaud II et Étienne Ier de Bourgogne et du pape Calixte II avec qui il favorise le pèlerinage de Saint-Jacques-de-Compostelle. Son père Guillaume Ier, ses frères Renaud II et Étienne Ier, sont des comtes de Bourgogne très puissants, régnant sur des terres dépassant largement les limites de leur comté.
En 1086, il part une première fois, sous le commandement du duc Eudes Ier de Bourgogne, soutenir les royaumes chrétiens de la péninsule Ibérique dans la reconquête (la « Reconquista ») du territoire sur les maures, espérant lui-même accroître son domaine. Il revient en 1091, épouse Urraque, fille et héritière d'Alphonse VI, roi de León et de Castille. Il reçoit alors le titre de comte de Galice. 
De cette union naît en 1104 Alphonse, qui deviendra roi de León, de Galice et de Castille en Espagne à la mort de sa mère en 1126.
Le 24 mai 1107, il succombe à une maladie, à Grajal, non loin de Sahagún. Il est inhumé dans la cathédrale de Saint-Jacques-de-Compostelle. Deux ans plus tard, son beau-père le roi Alphonse VI, meurt, Urraque devient reine de León et Castille et se remarie avec le roi Alphonse Ier d'Aragon.
En 1119, son frère Guy, archevêque de Vienne, est élu pape sous le nom de Calixte II dans l'abbaye de Cluny. Il fait de Saint-Jacques-de-Compostelle, capitale du comté de Galice, un archevêché. On lui attribuera vers 1140-1160 l’écriture du Codex Calixtinus pour assurer la dévotion à l'apôtre du Christ saint Jacques le Majeur et la promotion du pèlerinage de Saint-Jacques-de-Compostelle dans toute l'Europe. 